# Motorista sem Limites
Motorista sem Limites é um filme brasileiro de 1970, estrelado pelo cantor e compositor Teixeirinha, dirigido por Milton Barragan, dos gêneros comédia e aventura. Esse foi o segundo filme de Teixeirinha, assim como o primeiro "Coração de Luto". Teixeirinha protagonizou, produziu e escreveu o filme. O filme estreou em 31 de julho de 1970, e teve um público de 1.808.513 pessoas, sendo o segundo filme mais assistido de 1970, atrás apenas de Roberto Carlos e o Diamante Cor-de-rosa, com mais de 2,6 milhões.

## Sinopse
Jorge (Teixeirinha) e Apolônio (Jimmy Pipiolo) viajam alegres pela estrada, num caminhão, cantando. No rádio escutam a notícia do assalto a um Banco. Na cidade, o detetive Leão (Walter D’Ávila) aceita cuidar de um novo caso: prender os assaltantes... Os assaltantes enquanto fogem da polícia tem seu carro quebrado e, para se refugiarem, abrigam-se na casa de Angelita (Mary Terezinha) e seu pai. Sempre no encalço dos ladrões, o detetive se disfarça de padre e vai até a casa de Angelita, onde acaba sendo refém dos ladrões. A história vai se desenvolvendo em meio a muitas peripécias e desencontros.

## Elenco
| Ator            |
| --------------- |
| Teixeirinha     |
| Mary Terezinha  |
| Jimmy Pipiolo   |
| Walter D'Ávila  |
| Jason Natanael  |
| Ivan Trilha     |
| Oswaldo D'ávila |
| Liorrey Gomes   |
| Nelson Lima     |
| Antônio Mardini |
| Rejane Sshumann |
| Dionísio Stelo  |

## Trilha Sonora
- Remo Usai